# 한반도의 비핵화에 관한 공동선언
한반도의 비핵화에 관한 공동선언(韓半島의 非核化에 關한 共同宣言)은 1992년 1월 31일 대한민국과 조선민주주의인민공화국 간에 체결된 조약이다.

## 가서명
1991년 12월 31일, 제5차 남북고위급회담에서 가서명을 하였다.
1992년 1월 14일 남북은 임동원(林東源)통일원 차관과 최우진(崔宇鎭) 외교부 순회대사가 각각 참석한 가운데 판문점 중립국감독위원회 회의실에서 남북한의 총리가 서명한 비핵화공동선언을 교환했고, 보름뒤인 1월 31일 북한과 IAEA 사이에 핵안전협정이 체결됐다.

## 조약
비준의 절차를 거쳐, 1992년 2월 19일 제6차 남북고위급회담에서 교환하여 발효시켰다. 공동선언의 제목이어서 신사협정 같지만, 비준을 요구하는 점에서 조약이다. 신사협정은 비준이나 발효 등의 절차를 밟지 않는다.
남북한 간에 신사협정이냐 조약이냐를 문제삼는 것은, 국제법상 포괄적 양자조약을 체결하면 국가승인을 한 것으로 보기 때문에, 그러면 북한을 국가보안법상 반국가단체라고 법해석을 할 수 없기 때문이다. 현재 한국 정부는 김정일, 김정은이 국가보안법상 반국가단체 구성죄의 수괴로서, 언제든 기회가 되면 긴급체포하여 사형, 무기징역을 선고해야 한다고 법해석하면서도, 서울 정상회담에 초청을 하는 등 국가승인을 했는지, 아니면 여전히 반국가단체인지에 대해 법률상, 사실상의 혼선을 빚고 있다. 그러나 국제법상 기술적 양자조약은 반국가단체 상호간에도 체결이 가능하다.
그러나 구속력의 측면에서 본다면, 어차피 양국 정부가 국제사법재판소에서 재판을 받는 경우가 아닌 한, 경성법인 조약과 연성법인 신사협정은 아무 차이가 없다. 즉, 둘 다 위반하면 보복하는 것은 똑같고, 단지 국제재판에서 '법률 위반의 주장'을 하지 못하는 차이일 뿐이다. 남북한 간에는 어는 누구도 국제재판을 받자는 주장을 하지 않기 때문에, 조약이든 신사협정이든 아무 차이가 없다. 오히려 조약은 국회 비준이 필요하여 번거로우나, 신사협정은 양국 정상, 외교회담 대표가 구두로 합의하고 악수만 해도 체결이 완료되어, 간편하다.

## 한계

### 핵재처리장
공동선언은 남북 양자조약이라서, 미국이 개입할 수는 없으나, NPT는 미국이 개입할 수 있다. 그러나 NPT 가입국인 일본은 연간 800톤의 핵연료를 재처리하는 롯카쇼 핵재처리장을 가동중인데도, NPT 위반이 아니라고 인정받고 있다. 전범 국가인 독일도 상당기간 재처리 공장을 가동했었다. 그밖에도 벨기에 등 NPT의 비핵국가임에도 합법적으로 재처리공장을 가동중인 나라가 더 있다.

### 지상시설
한국은 공동선언은 지상시설에만 적용된다고 주장하고 있다. 즉, 토마호크 핵미사일을 탑재한 미국 구축함, 잠수함과 B61 핵폭탄을 탑재한 미국 항공모함이 한국 영해에 들어오거나, 부산항 등에 정박하더라도, 공동선언을 위반한 것이 아니라고 주장한다. 그러나 핵미사일이나 핵폭탄을 부산항에 하역하면 위반이라고 주장한다. 또한 미국 B-52, B-2 장거리 폭격기가 한국의 공군기지에 착륙을 하면 공동선언 위반이지만, 착륙하지 않고 영공을 비행하는 것은 위반이 아니라고 주장한다. 이러한 주장은, 독도함에 미군이 핵미사일 트럭을 탑재해도, 공동선언 위반은 아니라는 의미이다.
이런 해석이 가능한 이유는, 공해는 공해자유원칙에 따라, 어느 국가도 부산항, 인천항의 12 해리 (21 km) 밖에 핵폭격기나 핵무장한 선박을 배치할 수 있다. 국제법 위반이 아니다. 따라서 공동선언의 범위에 들어가지 않는다. 그렇다면, 21 km 밖에나 안이나 사실상 아무 차이가 없다고 본다. 다만, 핵무기를 한국의 영토에 하역하거나 착륙시키면 공동선언 위반이라고 해석한다.
한반도 비핵화 선언이 철저하게 준수되어도, 일본 요코스카에 위치한 7 함대 (미국)의 항공모함, 구축함에서 발사하는 B61 핵폭탄, 토마호크 핵미사일의 사거리에 북한이 들어온다. 북한은 이 문제의 명확한 해결을 자주 미국에 요구하고 있다. 1차 북핵위기의 제네바 회담, 2차 북핵위기의 9.19 공동성명에서, 미국은 핵위협의 금지에 동의했으나, 여전히 한미연합훈련을 하러 한반도에 핵무장한 미국 항공모함, 구축함, 잠수함을 투입하고, 북한은 이것이 체결된 조약의 핵위협 금지 조항을 전면으로 위반한 것이라며, 자신들도 비핵화 조약이 깨졌으므로 핵무장하겠다고 고집하고 있다.
이러한 북한의 한미연합훈련 비난에 대해, 한국과 미국은 방어훈련이어서, 이에 대한 북한의 비난은 국제법 위반인 내정간섭이라고 주장하며, 북한은 비핵화 공동선언이 된 곳에 핵무장 군함이 들어와 군사훈련을 하는데, 핵공격 훈련이 빠졌는데 왜 핵무장 군함이 들어오며, 핵공격 훈련이 무슨 방어훈련이냐며, 이것은 미국의 핵위협 금지 조약을 위반한 것에 대한 지적이므로, 조약에 의한 개입이기 때문에 국제법상 합법인 개입이라고 한다. 주한미군인 2사단과 8공군은 핵무기가 제거되어 있어서, 그들만으로 연합훈련을 하면, 2000년 남북정상회담에서 김정일 위원장이 비핵화된 주한미군 주둔의 불가피성을 동의한 바 있어, 남북한이 더 대립할 명분이 사라지는데도 불구하고, 양국은 끝없이 대립중이다. 비핵미군의 주둔 동의는 훈련도 동의한다는 의미이다. 핵무장 미군의 주둔 반대는 근처에서 훈련도 금지한다는 의미이다.
핵무장한 미국 군함과의 한미연합훈련은, 북한의 주장은, 한반도, 북한 근처에서 하면 미국의 북한 핵위협 금지 조약의 위반이라서 그에 상응하는 보복조치인 핵무장을 하겠다는 것이나, 한국 해군, 해병대가 하와이 진주만에 가서 림팩 한미연합해군훈련을 하는 것은 비난하지 않고 있다. 즉, 핵무장한 미국 군함이 북한 근처에 오지 말라는 일관된 주장이다.

## 연표
- 1991년 9월 27일 - 미국 조지 부시 대통령은 남한 내 주한미군 기지에 배치돼 있던 지상 및 해상 발사 단거리 전술핵무기 철수를 발표했다.
- 1991년 11월 8일 - 노태우 대통령은 비핵화 선언을 하였다. 한국의 일방적인 비핵화 선언과 남북합의인 비핵화 공동선언은 다르다.
- 1991년 12월 18일 - 노태우 대통령은 핵무기 부재를 선언했다.
- 1991년 12월 31일 - 제5차 남북고위급회담에서 한반도의 비핵화에 관한 공동선언에 가서명을 하였다.
- 1992년 1월 7일 - 한국 국방부, 미국 국방부, 한미 연합사는 북한이 요구해오던 팀스피리트 합동군사연습 중지를 공동으로 선포했다.
- 1992년 1월 31일 - 북한과 IAEA간에 핵안전협정 체결
- 1992년 5월 20일 - 판문점 중립국감독위원회 회의실에서 핵통제공동위원회 제2차 위원접촉을 가졌다. 남한은 북한이 영변에 80% 정도 건설중인 방사화학실험실이 핵재처리장으로서, 비핵화공동선언 위반이므로, 공사를 즉각 중단하라고 요구했다.[1] 비핵화 공동선언 제3조는 남과 북은 핵 재처리 시설과 우라늄농축시설을 보유하지 아니한다고 규정하고 있다.
- 1992년 5월 23일 - 핵안전협정에 따라, 사상 최초로 IAEA 임시사찰단 북한 도착, 25일부터 2주일간 북한이 신고한 14개 핵시설에 대해 임시특별사찰(ad hoc inspection)[2]
- 1992년 6월 10일 - 한스 블릭스 IAEA 사무총장의 기자회견, 영변의 방사화학실험실은 실험실(laboratory) 규모가 아니라 공장(plant) 규모이다. 북한은 이 시설이 실험실이지 공장이 아니며, 실험실 규모의 보유는 비핵화 공동선언 위반이 아니라고 주장했다.[3] 보통 첨단 공장의 경우, 실험실(laboratory) 규모, 엔지니어링 규모, 파일럿 공장(pilot plant) 규모, 공장(plant) 규모로 구분한다. 파일럿까지는 실험시설, 공장은 생산시설로 본다. 방사화학실험실은 연간 70톤의 핵연료를 재처리하여 700 kg의 플루토늄을 생산할 수 있다.[4] NRDC 토마스 코크란 박사에 따르면 3 kg의 플루토늄이면 20 kt 핵폭탄 1개를 제조할 수 있으므로, 매년 233발을 만들 수 있다.
- 2006년 - 한국의 ACPF 준공. 실험실 규모의 핵재처리장. 연간 2톤의 핵연료를 재처리하여 20 kg의 플루토늄을 생산할 수 있다. NRDC 토마스 코크란 박사에 따르면 3 kg의 플루토늄이면 20 kt 핵폭탄 1개를 제조할 수 있으므로, 매년 6발을 만들 수 있다.
- 2013년 5월 - 한국의 프라이드 핵재처리장 준공. 엔지니어링 규모의 핵재처리장. 연간 10톤의 핵연료를 재처리하여 100 kg의 플루토늄을 생산할 수 있다. NRDC 토마스 코크란 박사에 따르면 3 kg의 플루토늄이면 20 kt 핵폭탄 1개를 제조할 수 있으므로, 매년 33발을 만들 수 있다.
- 2025년 - 한국은 파일럿 규모의 핵재처리장을 준공할 계획이다. 연간 100톤의 핵연료를 재처리하여 1톤의 플루토늄을 생산할 수 있다. NRDC 토마스 코크란 박사에 따르면 3 kg의 플루토늄이면 20 kt 핵폭탄 1개를 제조할 수 있으므로, 매년 333발을 만들 수 있다.

## 같이 보기
- 대한민국의 핵무기 개발
- 조선민주주의인민공화국의 대량살상무기